# 佩丽·沙克斯-德雷顿
佩丽·沙克斯-德雷顿（英語：Perri Shakes-Drayton，1988年12月21日—），英国女子田径运动员，2010年世界室内田径锦标赛女子4×400米接力铜牌得主、2011年世界田径锦标赛女子4×400米接力铜牌得主、2012年世界室内田径锦标赛女子4×400米接力金牌得主、2017年世界田径锦标赛女子4×400米接力银牌得主。